# Acraea dispar
Acraea dispar är en fjärilsart som beskrevs av Henri Schouteden 1919. Acraea dispar ingår i släktet Acraea och familjen praktfjärilar. Inga underarter finns listade i Catalogue of Life.